# 聖ドニの祭壇画
『聖ドニの祭壇画』（せいドニのさいだんが、仏: Retable de saint Denis、英: Saint Denis Altarpiece）は、15世紀の北ネーデルラント出身の画家アンリ・ベルショーズが1412年に描いた絵画である (板からキャンバスに移し替えられている)。アンリ・ベルショーズがブルゴーニュ公ジャン1世のために制作した最初の作品で、画家の代表作であると考えられている。1863年にフレデリック・レゼ (Frédéric Reiset) から寄贈されて以来、作品はパリのルーヴル美術館に所蔵されている。

## 作品
この絵画はディジョン近郊のカルトゥジオ会のシャンモル修道院のために描かれ、ブルゴーニュ公の一族が崇拝する三位一体に捧げるために同修道院に寄贈した。画面の中央に描かれた三位一体は、父なる神が聖霊に伴われて十字架上のイエス・キリストを支える「恩寵の玉座」という形式である。
十字架の左右には、パリの最初の司教で、フランスの守護聖人聖ドニ (パリのディオニュシウス) の生涯の場面が描かれている。左側では、聖ドニが金色の服の上に青いマントを羽織った聖人姿のキリストから聖体拝領を受けている。右側では、聖ドニが仲間の司祭のパリのリュスティックと助祭のエルテールとともに斬首により殉教する場面が展開している。
画家はこれらの場面を生き生きと写実的に描いている。キリストの身体表現に見られるプロポーションと肉付けや、すでに15世紀の人物である死刑執行人たちの顔の表情に見られる個性的表現などには新しいものがあり、この自然主義的な感覚はルネサンスを予期するものである。とはいえ、背景に金地が用いられているのに加え、遠近法がまだ不自然で、中世美術の伝統から抜け切れていない。